# Carlos Guilherme
Carlos Guilherme Rebelo Nunes (Lourenço Marques, 1945) é um cantor lírico português.
Passou a infância e juventude em Moçambique, onde frequentou o Liceu Pêro de Anaia, na Beira, e cumpriu o serviço militar. Lançou um single pela editora Alfabeta e foi consagrado "Rei da Rádio" de Moçambique em 1970.
Recebeu aulas de canto com Greta Muir, na Rodésia, estreando-se na Companhia de Ópera de Salisbury, com Riccardo em Un Ballo in Maschera, de Verdi. Em 1975 venceu o Concurso Internacional de Eisteddfod, vindo para Portugal, em 1976, tornando-se colaborador de John Labarge, no Conservatório Regional do Algarve.
Em 1980 tornou-se artista residente do Teatro Nacional de São Carlos, estreando-se na ópera Macbeth. Na sequência deste espectáculo, desempenhou vários papéis principais, em A Flauta Mágica, D. João, O Rapto do Serralho, entre outras. 
Fez parte do Duo Romeu e Julieta, obtendo grande sucesso com a música Quando o coração chora, com letra de Luís Arriaga. Recebeu o Prémio Tomas Alcaide, em 1984. 
Em 1987, com a Companhia de Ópera de Câmara de Florença, cantou o papel de Almaviva, em O Barbeiro de Sevilha, em França, deslocando-se de seguida a Israel onde, a convite da Nova Opera de Telavive, foi Truffaldino em O amor das três laranjas. 
O seu primeiro álbum, "Canções de Amor", foi editado em 1990. O disco evocava composições famosas dos anos 40 e 50. Um dos temas era "Guitarra Toca Baixinho", o tema italiano popularizado entre nós por Francisco José. O álbum "Histórias de amor", produzido por Jorge Quintela foi editado pela Edisom em 1991. Grava nova versão de "Quando o coração chora", agora com Dulce Pontes. Em 1993 lançou o disco "Canções em Português" pela Edisom. 
Em 1993 abriu a Temporada Comemorativa dos 200 anos do São Carlos, cantando Eugène Onegin, de Tchaikovsky. Estreou a ópera de Alexandre Delgado, O Doido e a Morte em 1994, ano em que Lisboa foi Capital Europeia da Cultura. Em Setembro de 1997 fez a sua estreia no papel de Rodolfo em La Bohème, pondo têrmo à colaboração com a Ópera de Câmara do Real Teatro de Queluz. 
Seguiu depois para Macau onde cantou a parte de tenor na Missa de Santa Cecília, de Haydn. Em 1999, de regresso ao São Carlos, estreou-se no papel principal da ópera La Borghesina, de Augusto Machado, e foi Mercúrio na opereta de Offenbach, Orphée aux enfers. 
Com o pianista João Balula Cid grava em 2000 o disco "É Natal". No ano de 2000, para além de Stabat Mater, de Rossini, em Ponta Delgada, interpretou quatro papéis, em outras óperas, sendo de destacar o seu desempenho em The English Cat de Hans Werner Henze. Em Abril de 2001 protagonizou, no Teatro Rossini, em Itália, Il Trionfo di Clelia, de Gluck. 
Colabora com a Banda da Força Aérea incluindo um dueto com Mariza numa versão de "Tudo Isto É Fado" (2002). O disco "Sou Benfica – As Canções da Águia" de 2003 inclui a colaboração de Carlos Guilherme, com os UHF, no tema "Ser Benfiquista".
Em 2003 actuou em Coimbra num concerto de José Carreras. Em 2005, novamente em Itália, participou em Ariadne auf Naxos. 
A editora Ovação lança em 2006 o disco "Cantar Portugal" e outro em conjunto com Contratempo, duo formado pelo violoncelo de Andrej Michalczyk e a guitarra clássica de José Beato, em que cruzam a música erudita e a música popular em doze temas originais e um arranjo de um canção tradicional. Ainda em 2006 foi lançado o disco "Encontro" em conjunto com a cantora Anabela.
De resto, assinale-se a sua colaboração com a Sinfónica Emeritus de São Francisco, a Orquestra de Câmara de Pádua, as Orquestras Sinfónicas de Budapeste, Israel e Xangai, a Sociedade Filarmónica de Moscovo e a Orquestra do Teatro Comunale de Bolonha. 
Para celebrar 30 anos de carreira preparou um concerto especial, a ter lugar no Centro Cultural de Belém (Lisboa), no dia 2 de Setembro de 2011.
Discografia
- Carlos Guilherme (Single, Alfabeta, 1970)
- Quando o Coração Chora (Single, Edisom, 1983) - como Duo Romeu & Julieta
- Sonhos de Verão (Single, Edisom, 1983)
- Certo Ou Errado (Single, Dacapo, 1985)
- Canções de Amor (LP, Edisom, 1990)
- Histórias de Amor  (LP, Edisom)
- Canções Em Português (LP, Edisom, 1992)
- Serenata (CCD-Digital/Strauss, 1997)
- A Canção Portuguesa (CD, Numérica, 1998)
- Clássicos da Renascença nº 64 (CD, Movieplay, 2000)
- É Natal (CD, 2000) - com João Balula Cid
- Cantar Portugal (CD, Ovação, 2006)
- Carlos Guilherme & Contratempo (CD, Ovação, 2006) - com Contratempo
- Encontro (CD, Zona Música, 2006) - com Anabela
- Canções Da República (CD, 2010) - com João Balula Cid

Outros
- Casablanca : os êxitos da Broadway (êxito Estudio, 1998)[3]
- Banda da Força Aérea (2002)
- UHF (2003)